# پرفلرونونانوئیک اسید
پرفلرونونانوئیک اسید (به انگلیسی: Perfluorononanoic acid) با فرمول شیمیایی C۹HF۱۷O۲ یک ترکیب شیمیایی با شناسه پاب‌کم ۶۷۸۲۱ است. که جرم مولی آن 464.08 g/mol می‌باشد. شکل ظاهری این ترکیب، پودر بلورین سفید است.